# Teraz płynę
Teraz płynę – druga solowa płyta wokalistki zespołu Bajm - Beaty Kozidrak.

Album został realizowany częściowo w Polsce, a częściowo w duńskim studio PUK, gdzie nagrywały takie gwiazdy jak George Michael, Elton John, Depeche Mode, Gary Moore czy Brainstorm. 

Producentami muzycznymi, aranżerami i kompozytorami są Adam Abramek, Paweł Sot i Beata Kozidrak, a na płycie gościnnie występują muzycy waszyngtońskiej sceny jazzowej: George Hazelrigg - instrumenty klawiszowe, Geoff Hazelrigg - kontrabas oraz Jimmy Willson - trębacz. Producentem całości jest Andrzej Pietras. 
Album dotarł do 1. miejsca polskiej listy przebojów – OLiS i osiągnął status podwójnej platynowej płyty.

## Lista utworów
Opracowano na podstawie materiału źródłowego.
| Nr  | Tytuł utworu                 | Słowa          | Muzyka                  | Długość |
| --- | ---------------------------- | -------------- | ----------------------- | ------- |
| 1.  | „Na chłodnej”                | Beata Kozidrak | Adam Abramek, Paweł Sot | 4:55    |
| 2.  | „Teraz płynę”                | Beata Kozidrak | Adam Abramek, Paweł Sot | 3:46    |
| 3.  | „Nie pokonam sercem skał”    | Beata Kozidrak | Adam Abramek, Paweł Sot | 3:17    |
| 4.  | „Tak wiem”                   | Beata Kozidrak | Adam Abramek, Paweł Sot | 3:50    |
| 5.  | „Nigdzie już nie znajdziesz” | Beata Kozidrak | Adam Abramek, Paweł Sot | 2:50    |
| 6.  | „Między brzegami”            | Beata Kozidrak | Adam Abramek, Paweł Sot | 3:11    |
| 7.  | „Miłość jak lód”             | Beata Kozidrak | Adam Abramek, Paweł Sot | 3:56    |
| 8.  | „Gdybyś tylko chciał”        | Beata Kozidrak | Adam Abramek, Paweł Sot | 3:46    |
| 9.  | „Gdy nie słychać braw”       | Beata Kozidrak | Adam Abramek, Paweł Sot | 3:41    |
| 10. | „Złota brama”                | Beata Kozidrak | Adam Abramek, Paweł Sot | 3:19    |
| 11. | „Lazurowy sen”               | Beata Kozidrak | Adam Abramek, Paweł Sot | 4:03    |
| 12. | „Biały stół”                 | Beata Kozidrak | Adam Abramek, Paweł Sot | 4:42    |
|     |                              |                |                         | 45:16   |